# Hajkasjen
Hajkasjen är en ort i Armenien.   Den ligger i provinsen Armavir, i den västra delen av landet, 21 kilometer sydväst om huvudstaden Jerevan. Hajkasjen ligger 838 meter över havet och antalet invånare är 1 140.
Terrängen runt Hajkasjen är mycket platt. Trakten är tätbefolkad. Närmaste större samhälle är Etjmiadzin, 10,3 kilometer norr om Hajkasjen.